# Славный (Тульская область)
Сла́вный — рабочий посёлок в Тульской области России, образует городской округ Славный.
В рамках административно-территориального устройства пгт входит в Арсеньевский район.
Население — 1894 чел. (2021).

## География
Посёлок расположен в 25 км к юго-западу от железнодорожной станции Арсеньево и 100 км от Тулы.

## История
С 1961 года на территории посёлка располагалась в/ч 25851 12 ГУ МО СССР (РФ). Здесь проводилось обслуживание и временное хранение спецбоеприпасов. Приказом Министра обороны СССР датой основания в/ч 25851 установлено 2 мая 1961 года.
В феврале 1998 года войсковая часть была расформирована. До указанного года на территории части существовала футбольная команда «Смена», неоднократный призёр турниров Тульской области.
В соответствии с Постановлением губернатора Тульской области от 9 февраля 1998 года для управления передаваемой в собственность Тульской области инфраструктурой военного городка Тула-50 и обеспечения жизнедеятельности населения была образована временная администрация АТО Тула-50 в составе Арсеньевского района.
В июне 2008 года на территории АТО Тула-50 был проведен референдум о наименовании бывшего военного городка, в результате вновь образованному поселку было дано название Славный, в память о позывном узла связи, который до расформирования имела войсковая часть.
Законом Тульской области от 16 ноября 2008 года № 1128-ЗТО:
- муниципальное образование Стрикинское преобразовано, путём разделения, на муниципальное образование Стрикинское и муниципальное образование Славный,
- муниципальное образование Славный выделено из состава Арсеньевского района и наделено статусом городского округа.[4]

Постановлением правительства Российской Федерации от 8 декабря 2008 года № 923, на основании представления Тульской областной думы, посёлку городского типа, образованному в Арсеньевском районе Тульской области, присвоено наименование Славный.
Упоминается в книге Ю. Ф. Гаврюченкова «Сокровища Массандры»
-«Попав в печально известную учебку „Тула-50“ (знаменитую вторым по величине после Красной площади плацем и гнусным сырым климатом), Макс быстро понял, что, если хочет здесь выжить и вернуться домой, следует позабыть иллюзии и комплексы и действовать напористо и нагло, извлекая максимальную выгоду из всего того, из чего только эту самую выгоду можно извлечь.»

## Население
| 2009  | 2010  | 2011  | 2012  | 2013  | 2014  | 2015  | 2016  | 2017  |
| ----- | ----- | ----- | ----- | ----- | ----- | ----- | ----- | ----- |
| 1850  | ↗1862 | ↘1853 | ↗1964 | ↘1914 | ↗1946 | ↘1881 | ↘1865 | ↗1870 |
| 2018  | 2019  | 2020  | 2021  |       |       |       |       |       |
| ↘1864 | ↘1771 | ↗1811 | ↗1894 |       |       |       |       |       |

Национальный состав
По итогам переписи населения 2020 года проживали следующие национальности (национальности менее 0,1 % и другое см. в сноске к строке «Другие»):
| Национальность | Численность, чел. | Доля     |
| -------------- | ----------------- | -------- |
| Русские        | 1771              | 93,51 %  |
| Украинцы       | 22                | 1,16 %   |
| Армяне         | 9                 | 0,48 %   |
| Азербайджанцы  | 7                 | 0,37 %   |
| Татары         | 5                 | 0,26 %   |
| Узбеки         | 5                 | 0,26 %   |
| Аварцы         | 4                 | 0,21 %   |
| Белорусы       | 4                 | 0,21 %   |
| Грузины        | 3                 | 0,16 %   |
| Корейцы        | 3                 | 0,16 %   |
| Чуваши         | 2                 | 0,11 %   |
| Башкиры        | 2                 | 0,11 %   |
| Другие         | 57                | 3,00 %   |
| Итого          | 1894              | 100,00 % |

## Местное самоуправление
Главы администрации городского округа
- Александров Дмитрий Евгеньевич
- Тимаков Николай Николаевич
- Соколов Степан Викторович
- Старухин Юрий Георгиевич

## Галерея

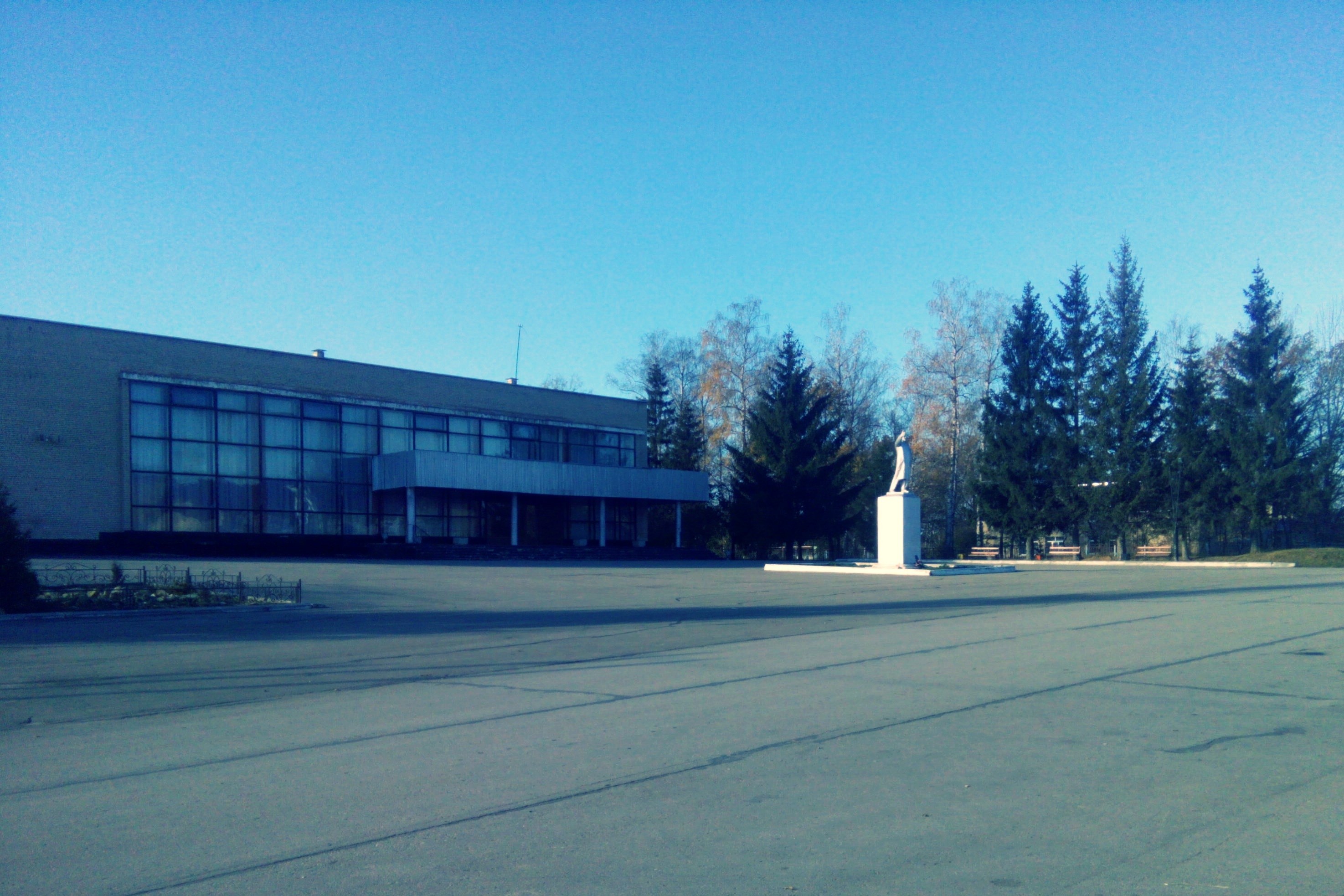
Дом культуры и памятник Ленину
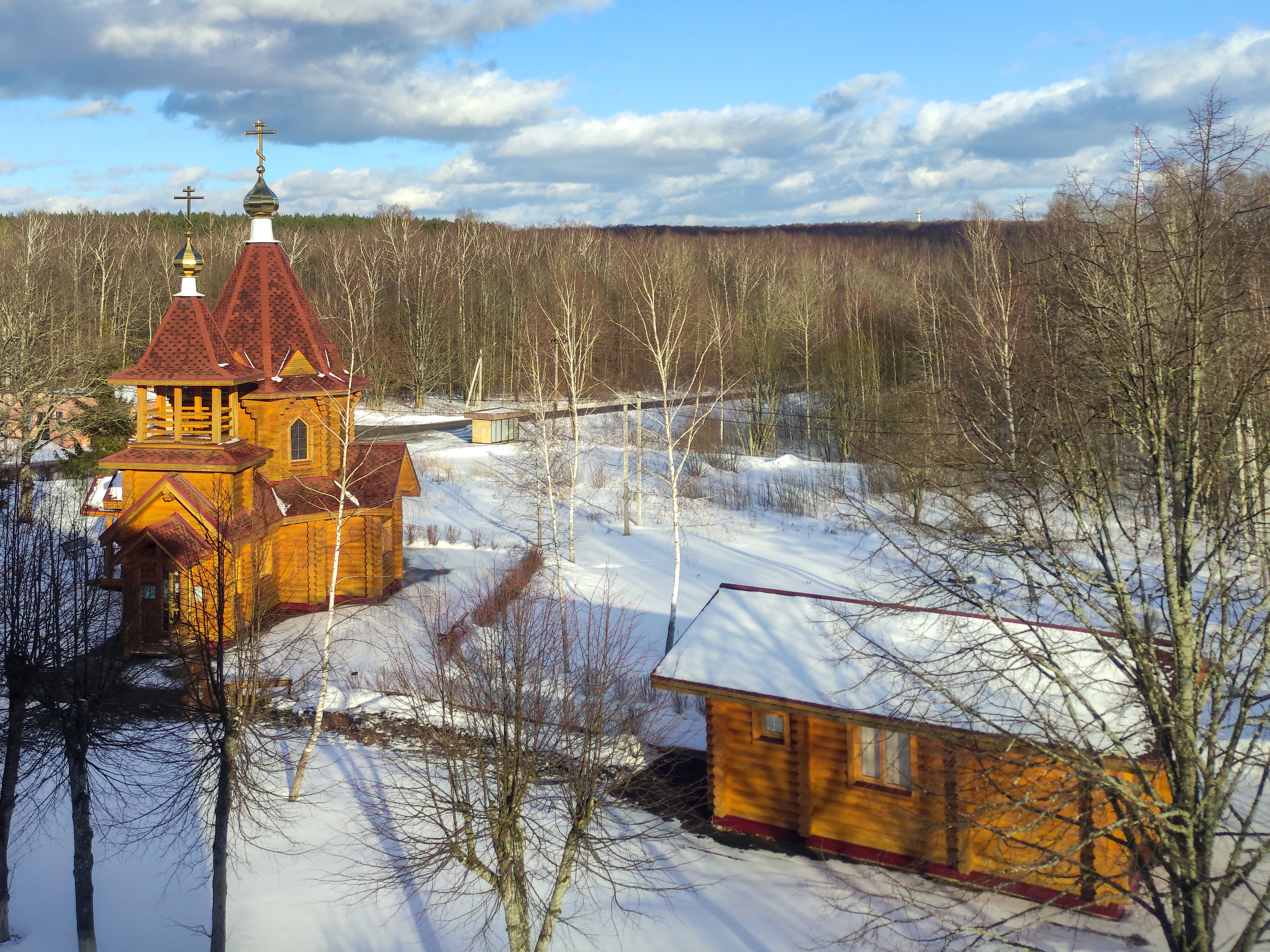
Церковь Варвары великомученицы в Славном
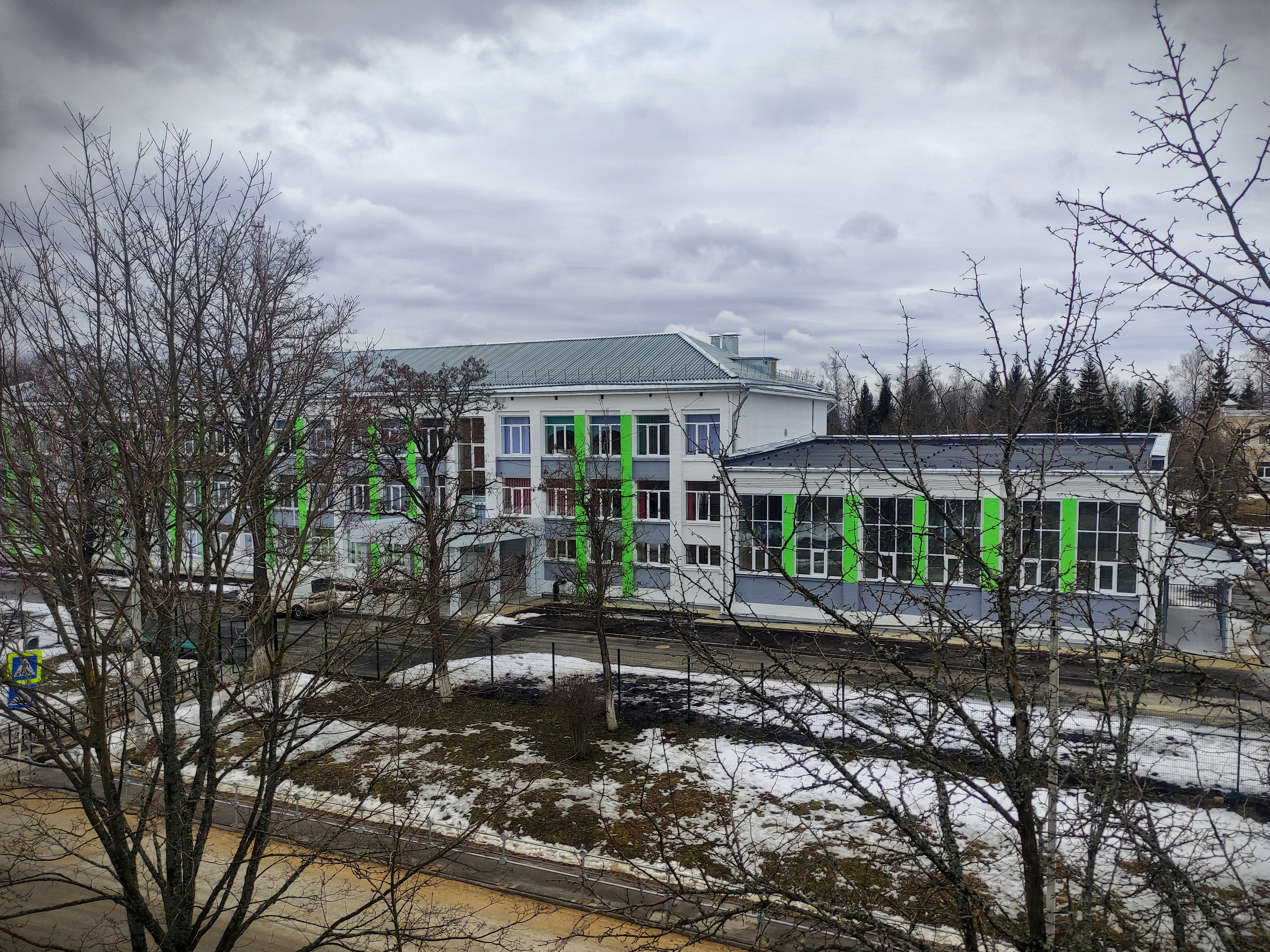
Школа в Славном
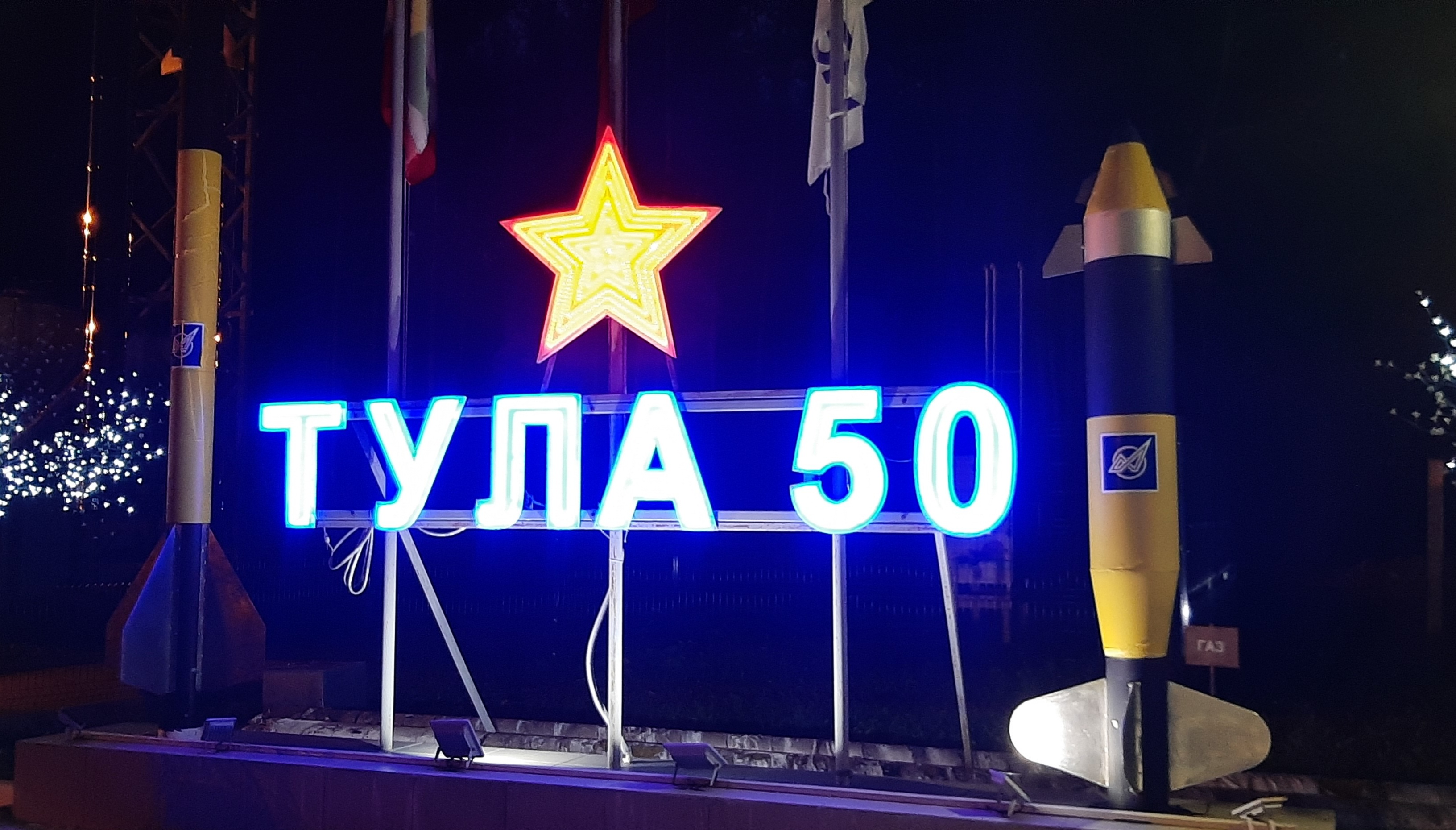
Стела со старым названием населённого пункта